# هيلين أرمسترونغ
هيلين أرمسترونغ (بالإنجليزية: Helen Armstrong)‏ هي موسيقية أمريكية، ولدت في 16 مارس 1943 في روكفورد في الولايات المتحدة، وتوفيت في 28 أبريل 2006 في غرينيتش في الولايات المتحدة.

## وصلات خارجية
- الموقع الرسمي